# ليه كولفين
ليه كولفين هو لاعب هوكي جليد كندي، ولد في 8 فبراير 1919 في أوشاوا في كندا، وتوفي في 7 سبتمبر 2006 في Bowmanville ‏ في كندا.

## وصلات خارجية
- ليه كولفين على موقع دوري الهوكي الوطني (الإنجليزية)
- ليه كولفين على موقع قاعة مشاهير الهوكي (لاعب أن.إتش.أل) (الإنجليزية)
- ليه كولفين على موقع EliteProspects.com (الإنجليزية)
- ليه كولفين على موقع HockeyDB.com (الإنجليزية)
- ليه كولفين على موقع Hockey-Reference.com (الإنجليزية)